# Belaur
Belaur (en búlgaro: Белаур; fallecido en 1336) fue un boyardo búlgaro y déspota de Vidin. Uno de los más habilidosos diplomáticos en la región de los Balcanes de su época, era hermano del zar Miguel Shishman  (1323-1330) e hijo de Shishman de Vidin.  Plamen Pavlov define que el nombre Belaur es una derivación del nombre húngaro Bela y el título ur (príncipe).

## Historia
Participó en la campaña de Miguel Shishman contra el Reino de Serbia en la desastrosa batalla de Velbazhd como comandante de reserva junto con el déspota de Lovech Iván Alejandro, pero no entraron en combate. Sin embargo, sus tropas fueron suficientes para impedir una invasión serbia. Dirigió la delegación búlgara que negoció con el Esteban Dečanski. Belaur apoyo activamente a su sobrino Iván Esteban, el hijo de Miguel Shishman con su primera esposa, Ana Neda, en la sucesión al trono búlgaro y se convirtió en el asesor principal del nuevo zar. Se negó a reconocer el destronamiento de Iván Esteban en 1331 y se enfrentó a su otro sobrino, Iván Alejandro, que era el hijo de su hermana Keratsa Petritsa. En 1332, separó la provincia de Vidin del gobierno central en Tarnovo y creó el Despotado de Vidin, provocando muchos problemas para Iván Alejandro, que estaba enfrentando al Imperio bizantino en Tracia.
Después de derrotar a los bizantinos en Rusokastro en 1332, Iván Alejandro finalmente pudo concentrarse en su tío. La guerra librada entre los dos duro cinco años y terminó en 1336, cuando el zar envió 10 000 soldados que derrotaron a Belaur en una batalla cerca del río Vit y finalmente restableció su autoridad sobre Vidin.